# Пречі
Пречі (італ. Preci) — муніципалітет в Італії, у регіоні Умбрія,  провінція Перуджа.
Пречі розташоване на відстані близько 120 км на північ від Рима, 60 км на південний схід від Перуджі.
Населення — 752 особи (2014).

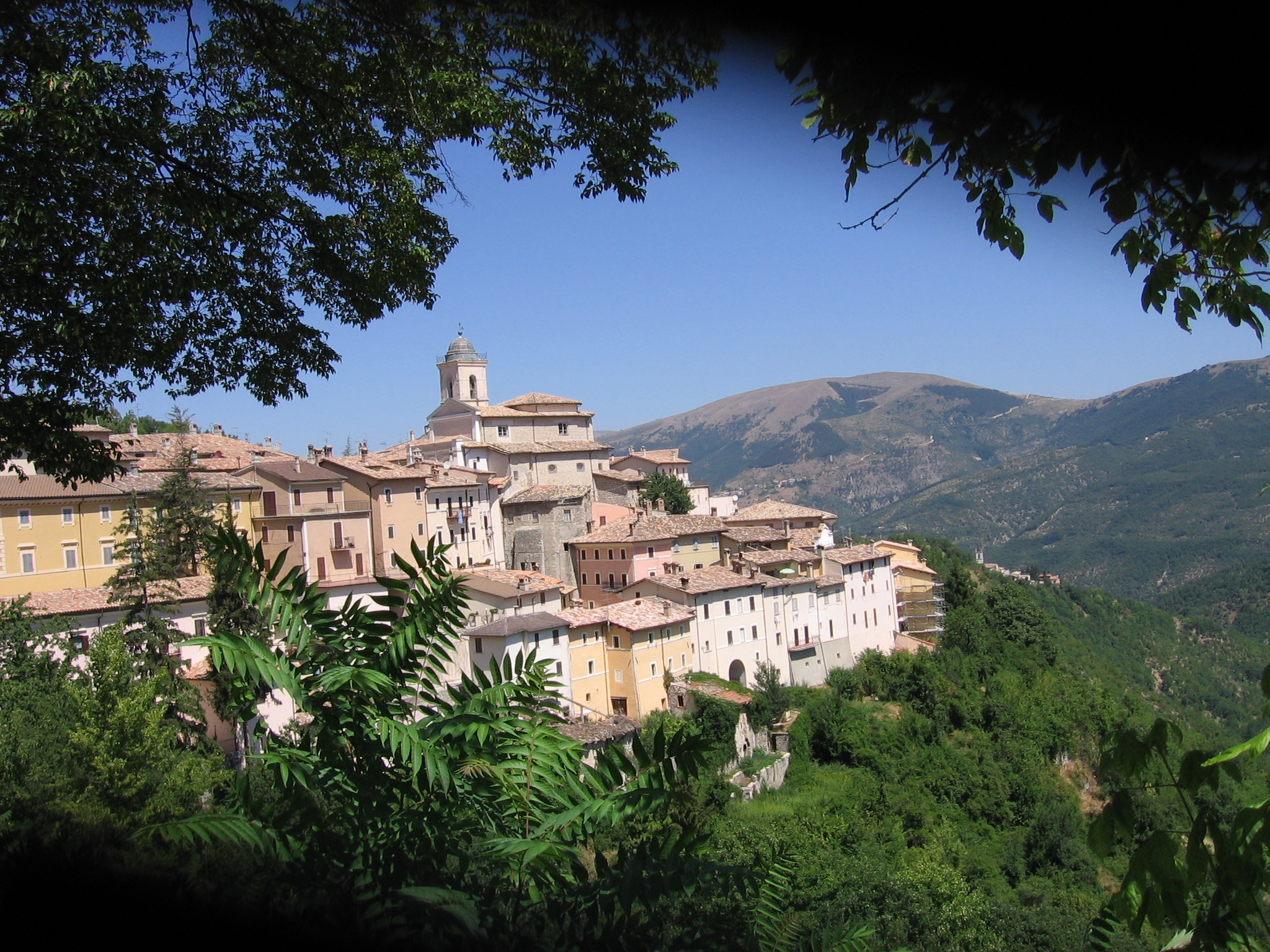

Щорічний фестиваль відбувається 7 червня. Покровитель — Madonna della Pietà.

## Демографія
Населення за роками:

Станом на 1 січня 2023 року в муніципалітеті офіційно проживали 92 іноземці з 14 країн, серед них 46 громадян країн Євросоюзу.

## Сусідні муніципалітети
- Кастельсантанджело-суль-Нера
- Черрето-ді-Сполето
- Норчія
- Віссо